# Endless Love (1981)
Endless Love (Brasil: Amor sem Fim / Portugal: Um Amor Infinito) é um filme estadunidense de 1981 do gênero romance, dirigido por Franco Zeffirelli, protagonizado por Brooke Shields e Martin Hewitt. O roteiro foi escrito por Judith Rascoe, adaptado do romance escrito por Scott Spencer. A trilha sonora ficou sob o encargo de Jonathan Tunick.
O filme obteve um sucesso moderado nas bilheterias, mas a principal música do filme, também chamada Endless Love (canção) e composta por Diana Ross e Lionel Richie, foi o single de maior sucesso na carreira de Ross ao tornar-se o primeiro colocado do Billboard Hot 100.

## Sinopse
Um casal de jovens, ele com 17 anos e ela com 15, vive um forte caso de amor, mas têm que enfrentar a oposição do pai da adolescente.

## Elenco

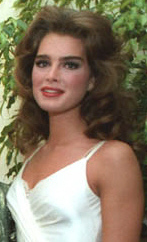
Brooke Shields, a protagonista Jade de Endless Love

| Ator                | Papel         |
| ------------------- | ------------- |
| Martin Hewitt       | David Axelrod |
| Brooke Shields      | Jade          |
| Shirley Knight      | Ann           |
| Don Murray          | Hugh          |
| Richard Keley       | Arthur        |
| Beatrice Straight   | Rose          |
| James Spader        | Keith         |
| Ian Ziering         | Sammy         |
| Robert Moore        | Dr. Miller    |
| Penelope Milford    | Ingrid        |
| Jan Miner           | Sra. Switzer  |
| Salem Ludwig        | Sr. Switzer   |
| Leon B. Stevens     | Juiz          |
| Vida Wright         | Sonia         |
| Jeff Marcus         | Leonard       |
| Patrick Taylor      | Bob Clark     |
| Jamie Bernstein     | Susan         |
| Tom Cruise          | Billy         |
| Jeffrey B. Versalle | Stuart        |
| Jami Gertz          | Patty         |

## Principais prêmios e indicações
Oscar 1982 (EUA)
- Indicado na categoria de melhor canção (Endless Love).

Globo de Ouro 1982 (EUA)
- Indicado na categoria de melhor canção - cinema (Endless Love).

Framboesa de Ouro 1982 (EUA)
- Indicado nas categorias de pior atriz (Brooke Shields), pior diretor (Franco Zeffirelli), pior ator estreante (Martin Hewitt), pior filme, pior roteiro e pior atriz coadjuvante (Shirley Knight).